# Examiner.com
Examiner.com era un sitio web de noticias estadounidense con sede en Denver, Colorado, que operaba utilizando una red de «contribuyentes aficionados profesionales» para el contenido. Tenía varias ediciones locales con contribuyentes que publicaban artículos basados en ciudades adaptados a 238 mercados en los Estados Unidos y partes de Canadá en dos supuestas ediciones nacionales, una para cada país.
A principios de 2014, Examiner.com era propiedad de AEG de Philip Anschutz, y anunció que se asociaría estrechamente con el comerciante de billetes AXS. Posteriormente, se anunció que las operaciones de Examiner se cerrarían el 10 de julio de 2016.